# Frédéric Charles de La Rochefoucauld
Frédéric Charles de La Rochefoucauld, comte de Roye, Earl of Lifford, Baron of Clonmell (født 1633, død 9. juni 1690 i Bath) var en fransk-dansk-engelsk officer.

## Baggrund og karriere i Frankrig
Han tilhørte såvel på fædrene som på mødrene side det fornemste franske aristokrati; hans fader var François de la Rochefoucauld, greve de Roye, efter hvis død sønnen arvede denne titel, medens han tidligere havde kaldt sig greve de Roucy; hans moder, Julienne Cathérine de la Tour d'Auvergne, var datter af hertugen af Bouillon, datterdatter af den berømte Vilhelm I af Oranien. Som ganske ung blev Rouchefoucauld soldat og allerede 1657 oberst for et rytterregiment, 1674 maréchal-de-camp, 1676 generalløjtnant. Under marskallerne Turenne, Luxembourg og Créqui udmærkede han sig i Ludvig XIV's krige i Nederlandene og Tyskland og havde haft udsigt til at nå de højeste værdigheder, hvis han ikke havde været ivrig protestant.

## Dansk karriere
Såvel Ludvig XIV's som Rochefoucaulds egne ønsker mødtes derfor med Christian V's, da denne i 1682 lod indlede underhandlinger for at få Rochefoucauld til at overtage kommandoen over den danske hær. Det så nemlig ud til, at Danmark, hvis politik på den tid var nøje knyttet til Frankrigs, i anledning af det gottorpske spørgsmål skulle komme i krig med Sverige og nogle af de nordtyske stater. I maj 1683 kom Rochefoucauld til Danmark, efter Christian V's opfordring ledsaget af et større antal huguenottiske officerer. Han blev straks udnævnt til generalfeltmarskal med rang umiddelbart efter storkansleren og en meget høj gage; kort efter fik han Elefantordenen. Da Rochefoucauld kom til Danmark, var man stærkt i gang med at ruste; størstedelen af hæren blev mobiliseret og trukket sammen i Holsten, og der blev oprettet mange nye regimenter. Rochefoucauld viste sig her som en dygtig organisator, der, efter hvad selv hans uvenner måtte indrømme, satte Hæren "i mægtig god Skik". Det var også under hans ægide, at artilleriet og fortifikationen (Ingeniørkorpset) for første gang fik en fast og rationel ordning, ligesom det nævnes, at han modarbejdede den overhåndtagende "egennytte" hos regiments- og kompagnichefer.
Rochefoucauld kunne snart i høj grad glæde sig ved begge majestæters tillid og yndest. Kongen skal endog have trukket ham med ind i alle politiske rådslagninger, hvad der vel nok med nogen føje er betegnet som uforsigtigt, da hans forhold til Danmark alt i alt var ret løst. Til dronningen var han knyttet ikke blot ved fælles tro, men også ved fælles slægtninge, og desuden arrangerede han komedier, karruseller og lignende forlystelser i den ved hoffet i Versailles brugelige stil; senere skal dog en taktløshed fra grevinde de Rochefoucaulds side have ødelagt det gode forhold til dronningen.
I øvrigt lader det til, at Rouchefoucaulds stilling her i landet har været temmelig isoleret. I Hæren var man vred over de mange franskmænd, han fik ansat i gode stillinger; feltmarskal Gustav Wilhelm Wedel Jarlsberg og Ulrik Frederik Gyldenløve synes at have været hans erklærede uvenner, og ligeledes den såkaldte Kamarilla (se blandt andre Adam Levin Knuth) så skævt til ham. Påvirket fra flere sider mistede kongen derfor noget af sin tillid til Rochefoucauld, og ved forberedelserne til overfaldet på Hamborg 1686 tog han ikke generalfeltmarskallen med på råd. Herover følte denne sig krænket, og da kongen ville have ham til at tage kommandoen over den mod hansestaden samlede troppestyrke, forlangte han i stedet for sin afsked; efter forskellige forgæves forsøg på at forsone ham rettede kongen sig efter hans ønske.

## I England
Rochefoucauld gik først til Tyskland og siden til England, hvor han beklædte høje militære æresposter og blev udnævnt til irsk pair under navnet Jarl af Lifford; men da Vilhelm af Oranien i 1688 gjorde landgang i Tor Bay, nægtede Rochefoucauld at tage kommandoen over den hær, der blev sendt imod ham. Den 9. juni 1690 døde han i Bath.
Rochefoucauld blev i 1656 gift med Élisabeth de Durfort, datter af Guy Aldonce, marquis de Duras; hun døde 1715 i London, 82 år gammel. Af deres mange børn blev de fleste tvungne eller lokkede til at gå over til katolicismen. 